# Pingvinen
Pingvinen (Oswald Chesterfield Cobblepot) er en fiktiv superskurk, der optræder i tegneserier udgivet af DC Comics, hovedsageligt i forbindelse med superhelten Batman. Karakteren blev skabt af Bob Kane og Bill Finger, og han optrådte første gang i Detective Comics #58 (december 1941). Pingvinen er en af Batmans varige fjender, og tilhører en gruppe af hans modstandere, som kaldes rogues gallery.
Pingvinen er en gangster i Gotham City, der opfatter sig selv som "kriminalitettens gentleman". Han ses ofte iført smoking eller jaket, høj hat og monokel, og bærer sin signatur; en paraply. Karakteren bliver oftest afbildet som en kort, overvægtig mand med en lang næse. Pingvinen benytter højteknologiske paraplyer som forskellige værktøjer. Hans paraplyer har været brugt som geværer, gasgeværer, sværd, kniv, en minihelikopter og manger andre ukonventionelle værktøjer og våben. Pingvinen ejer og driver en natklub kaldet Iceberg Lounge, der fungerer som dække over hans kriminelle aktiviteter. Batman benytter nogle gange natklubben som kilde til information om kriminalitet i underverdenen.
Til forskel fra de fleste andre af Batmans fjender så er Pingvinen fuldstændigt ved forstanden og i fuld kontrol over sine handlinger, hvilket giver ham et unikt forhold til Batman. Ifølge skaberen Bob Kane blev karakteren inspireret af maskotten for Kool-cigaretter i 1940'erne; en pingvin med en høj hat og en stok. Medskaberen Bill Finger mente af billedet af en gentleman fra overklassen i smoking mindede om en kejserpingvin.
Pingvinen er gentagende gange blevet udnævnt som en af Batmans værste fjender, og en af de bedste skurke i tegnerserier. Pingvinen blev rangeret som nummer 51 på IGN's liste Top 100 Comic Book Villains of All Time. Karakteren er blevet brugt i bl.a. spillefilm, tv-serier og computerspil. Paul Williams og David Ogden Stiers har lagt stemme til figuren i DC animated universe, Tom Kenny i tv-serien The Batman og Nolan North i computerspilserien Batman: Arkham. Han er blevet portrætteret af Burgess Meredith i tv-serien Batman i 1960'erne, og i spin-off filmen, Danny DeVito i Batman Returns, Robin Lord Taylor i i tv-serien Gotham, og han bliver spillet af Colin Farrell i DC Extended Universe-filmen The Batman (2021) og efterfølgende i HBO's tv-serie The Penguin fra 2024 og frem.